# 礼文島温泉
礼文島温泉（れぶんとうおんせん）は、北海道礼文郡礼文町にある温泉。

## 概略
2008年（平成20年）に掘削された温泉である。海底の隆起によりできた礼文島は火山島である利尻島と異なり湯脈はないとされ、長い間「利尻は掘っても礼文は掘るな」と言われてきた。礼文町では古くから温泉開発の可能性を検討してきていたものの、島の地質が緻密硬質な白亜紀層（礼文層群と呼ばれる）を基盤岩とし、かつ全体的には地下深部への天水の透水性が良好ではなく、地下の温度上昇率が小さいと推定されており、北海道の中でも温泉開発が非常に難しい地域だったためこれまで温泉開発を断念していた。その後、島民の希望や観光客誘致のため2006年から温泉可能性調査を実施し、湯脈を掘り当てることに成功した。

## 泉質
- ナトリウム-塩化物 硫酸塩泉、アルカリ性低張性高温泉[3]
- 源泉温度50.2℃[4]、pH 8.6
- 無色透明無臭
- 源泉は地下1,300mから湧き出ている。

## 温泉街
町営日帰り入浴施設「礼文島温泉 うすゆきの湯」があるほか、島内のいくつかのホテル・旅館に温泉が供給されている。香深地区では回数券を利用し、送迎付きでうすゆきの湯への割引料金での入湯も行われている。
「うすゆきの湯」は道北地域では数少ない掛け流し温泉施設である。命名由来はレブンウスユキソウ（エーデルワイス）から来ている。

## 歴史
- 2006年(平成18年) - 物理探査等による温泉可能性調査を実施[2]
- 2007年（平成19年）5月24日 - 礼文町香深町トンナイ地区でボーリング工事開始
- 2007年（平成19年）12月25日 - 源泉確認
- 2008年（平成20年）1月28日 - 温泉噴出
- 2008年（平成20年）8月 - 一部ホテルへ供給開始
- 2009年（平成21年）10月1日 - 公共施設礼文島温泉うすゆきの湯オープン

## アクセス
礼文町香深港から徒歩5分ほど。